# Góra Kopna
Góra Kopna – wzgórze morenowe o wysokości 211 metrów nad poziomem morza położone w paśmie Wzgórz Świętojańskich niedaleko wsi Królowy Most i Kołodno w gminie Gródek (powiat białostocki, województwo podlaskie). Stanowi ona piąte najwyższe wzniesienie województwa podlaskiego oraz czwarte najwyższe dawnego województwa białostockiego, jednocześnie drugi najwyższy punkt Wzgórz Świętojańskich po leżącej kilkadziesiąt metrów na zachód Góry Świętego Jana.
Góra jest jedną z atrakcji pieszego szlaku turystycznego Szlak Wzgórz Świętojańskich, leży w granicach Parku Krajobrazowego Puszczy Knyszyńskiej. Na jej szczycie umieszczono wieżę widokową.